# KKnD
Krush, Kill 'n' Destroy (skrót KKnD) – strategia czasu rzeczywistego, osadzona w postapokaliptycznej przyszłości po zagładzie nuklearnej, pierwsza gra z serii KKnD. Kontynuacja gry KKND2: Krossfire została wydana w 1998 roku.

## Fabuła
W przyszłości konflikty między państwami narastały. Wynikiem tego była wojna nuklearna po której powierzchnia planety została zniszczona. Przeżyły dwie grupy ludzi - Część zdołała ukryć się pod skorupą ziemską w schronach (ocaleni) zanim ataki jądrowe unicestwiły północny świat. Skoncentrowali się oni na konstruowaniu maszyn. Inni, którzy zdołali przetrwać, żyli na powierzchni ziemi, stopniowo mutując (mutanci). Po wielu latach Ocaleni, którzy opuścili schrony postanowili odzyskać Ziemi z rąk mutantów, rozpoczyna się walka między dwoma frakcjami.

## Rozgrywka
Rozgrywka w KKnD jest podobna do rozgrywki w innych grach strategicznych takich jak Command & Conquer. Gracz wydobywa surowiec, jakim jest olej, używa go do budowania budynków oraz tworzenia jednostek, które następnie używa w walce z przeciwnikiem. W grze dostępnych jest po 15 misji dla każdej ze stron.

## Frakcje

### Mutanci
Napromieniowani ludzie którzy zostali na powierzchni i zdołali przeżyć atomową hekatombę. Z bojaźnią wypowiadają słowo "Scourge" (ang. plaga), otaczając zagładę jaka spotkała ludzkość nimbem boskości. Z wrogością odnoszą się do ocalałych, nazywają ich "symetrycznymi" (wśród wszystkich mutantów nastąpiła charakterystyczna mutacja, która poważnie zdeformowała połowę twarzy, istoty "symetryczne" uznają oni za złe). Nie mają oni dostępu do zaawansowanej technologii ocalałych, a ich jednostki bazuje na zmutowanych ludziach i zwierzętach oraz ocalałej z wojennej pożogi broni konwencjonalnej (część z niej montują na zmutowanych zwierzętach, np. olbrzymie kraby służą im jako "pojazdy" do przenoszenia wyrzutni rakiet).

### Ocaleni
Ludzie którzy zdołali skryć się w bunkrach przed atomową zagładą i zarazem ocalić znaczną część zdobyczy technologicznych ludzkości. Ich jednostki w znacznej mierze bazują na przedwojennej, choć "nowoczesnej" technologii - korzystają m.in. z samochodów bojowych, czołgów i piechoty uzbrojonej w broń palną.

## KKnD Xtreme
Krush, Kill 'n' Destroy Xtreme jest rozszerzoną wersją gry - tytuł oprócz wszystkich misji dostępnych w pierwszej części zawiera po 10 dodatkowych dla każdej ze stron oraz możliwość tworzenia tzw. dowolnej rozgrywki (gracz wybiera mapę, postęp technologiczny, stronę i rozpoczyna rozgrywkę). Gra została przystosowana do działania pod systemem Windows. Nie wprowadzono żadnych nowych jednostek dla stron. Gra ukazała się w październiku 1997 roku.